# Абрюцкий, Дмитрий Степанович
Дми́трий (Димитрий) Степа́нович Абрю́цкий (настоящая фамилия Яковлев) (18 [29] октября 1796, Кейкино, Петербургская губерния — 21 апреля [3 мая] 1860, Санкт-Петербург) — духовный писатель, протоиерей.

## Биография
Сын священника, родился в селе Кейкине Ямбургского уезда 18 октября 1796 года.
Из студентов Санкт-Петербургской семинарии (1819) посвящённый в 1820 году в диаконы, Абрюцкий через три года рукоположён в священники церкви девичьего училища военно-сиротского дома, а в 1824 году состоял уже протоиереем собора в городе Кексгольме. Здесь он был назначен законоучителем и благочинным, а с 1831 году переведён законоучителем в Горный кадетский корпус и составил себе известность учебниками Закона Божия, написанными обстоятельно, кратко и удобопонятно. Этим объясняется вполне заслуженный успех его учебников, лучших в то время и имевших несколько изданий; таковы «Священная история церкви ветхозаветной» (2-е изд., СПб., 1854), «История земной жизни Христа Спасителя, божественного основателя новозаветной церкви» (2-е изд., СПб., 1854) и «Уроки из священной истории ветхого завета», в первый раз изданные в 1841 году. Абрюцкий одарён был и даром проповеди, в сжатой, сильной и простой речи. «Слова и речи» его, произнесённые во время пастырского служения и законоучительства с 1831 по 1857 год, изданы в 1859 году в Санкт-Петербурге (8°, 348 страниц).
Имел сына Арсения (1826—1860) — капитана корпуса горных инженеров.
Умер 21 апреля 1860 года в Санкт-Петербурге. Похоронен на Смоленском православном кладбище (могила не сохранилась).

## Литературные труды
- Уроки из священной истории Ветхого Завета, читанные воспитанникам Института корпуса горных инженеров, священником Димитрием Абрюцким. — Спб.: Тип. Имп. Рос. акад., 1841. — 168 с.
- Священная история Нового завета, составленная священником Димитрием Абрюцким, законоучителем Института Корпуса горных инженеров. — Спб.: Тип. Э. Праца, 1846. — [4], 190, [1] с.
- История земной жизни Христа спасителя, божественного основателя новозаветной церкви, составленная протоиереем Димитрием Абрюцким. — 2-е изд., улучш. — Спб.: Тип. Э. Праца, 1854. — 120 с.
- История церкви ветхозаветной, составленная протоиереем Димитрием Абрюцким. — 2-е улучш. изд. — Спб.: Тип. Э. Праца, 1854. — 99, [2] с.
- Слова и речи протоиерея Димитрия Абрюцкого. — Спб.: Тип. III Отд-ния Соб. е. и. в. канцелярии, 1859. — [6], 348, [1] с.